# 赫恩氏龍氏麗魚
赫恩氏龍氏麗魚又名赫恩氏寶麗魚，為輻鰭魚綱䲁形目麗魚科龍氏麗魚屬的其中一種，分布於南美洲Araguaia河流域，體長可達5.6公分，棲息在溪流中底層水域，生活習性不明。